# 대부 자금
경제학에서 대부 자금(Loanable funds) 시장은 저축과 대출을 동시에 제공하는 가상적인 시장이며, 시중은행에서 남는 자금을 모으고 기업들이 필요한 자금과 가계들의 지출인, 투자 또는 소비에 필요한 자금을 대출해주는 기관이다. 저축자들은 대부 자금을 공급해준다. 예를 들면, 채권을 사는 것은 공급자들의 돈을 그 채권을 발행시키는 기관인 기업이나 정부로 발송시킨다. 대신에, 대출자들은 대부자금의 수요자이다. 기관이 채권을 팔 경우, 이 경우 대부자금을 요구하는 것이다. 금융자산의 또 다른 이름은 "대부자금",빌릴 수 있는 자금, 은행 대출과 가계 저축으로 이루어져있다. 대부자금은 가끔 새로운 자본재를 투자하는데 사용된다. 그래서, 자금의 수요와 공급은 주로 대부자금의 수요와 공급으로 주로 논해진다.

## 이자율
돈을 저축하는 사람들이 대부자금의 공급자들이다. 돈을 대출하려는 사람들이 대부자금의 수요자들이다. 이자율은 대부자금을 빌리거나 요구할 때의 값이며 자금을 일 년 동안 빌릴 때 갚아야하는 돈이다. 이자율은 대부자금을 빌리거나 공급할때의 비율로 설명되기도 한다. 일반적으로는 연이율로 측정이 된다. 예를 들면, 어떤 기업이 $10,000의 자금을 일 년간 빌렸다고 가정해보자. 이때의 연이율은 10%이면 결국 그 기업은 $11,000를 일 년이 끝날 때쯤 대출자에게 갚아야 할 것이다. 이 금액은 원금인 $10,000과 이자인 $1,000을 추가한 것이다. 수학적으로 생각해보자면 이것은 $10,000 곱하기 1.10=$11,000인 것이다. 이 예시를 계속해서 사용해보자면, 만약 그 기업이 이 년간 $10,000을 연이율 10%에 빌렸다고 하면, 이 기업은 결국 대출자에게 $12,000을 갚아야 할 것이다. 대출금이 이 년간 지속되기 때문에 기업은 대출자에게 이 년이 끝날 때쯤 갚으면 되는 것이기 때문이다. 그리고 이 년이 지난 후, 그 기업은 복리로 요금을 갚아야 한다.

## 균형
대부자금 시장에서는, 저축이 투자와 균형을 이룰 때, 균형을 이룬다. 균형을 찾아내기 위해서는 다음의 수식이 사용된다.
{국민 저축} ={국내 투자} + {외국인 순투자}
또는(저축) = I(투자) + NFI

## 자본 수익률
"자본 수익률"은 대부자금에 대한 수요를 정할 때 이미 고려된다. 이 자본 수익률은 초과 수익으로, 어떠한 기업이 자신들의 새로운 자본을 사용할 때 얻어질수 있습니다. 그리고 이것은 주로 시간당 단위의 퍼센트 비율로 측정이 되며, 그래서 이 때문에 자본 수익률이라고 불린다. 자본 수익률이 빌려진 자금의 이자율보다 크거나 같기만 하다면 기업들은 계속해서 대부자금을 빌리려고 할 것이다. 자본 수익의 공식은 영업이익(EABITDA)/투입유형자본이라고 할 수 있다.

## 참고 문헌
- McConnell, Campbell R.; Brue, Stanley L. (2005). 《Economics》. McGraw-Hill Professional. ISBN 0-07-281935-9.
- Wessels, Walter J. (2000). 《Economics》. Barron's Educational Series. ISBN 0-7641-1274-0.